# Aerobryopsis vitiana
Aerobryopsis vitiana är en bladmossart som beskrevs av Fleischer 1905. Aerobryopsis vitiana ingår i släktet Aerobryopsis och familjen Meteoriaceae. Inga underarter finns listade i Catalogue of Life.